# Léonce Machairas
Léonce Machairas ou Léonce Machéras (en grec Λεόντιος Μαχαιράς) est un chroniqueurchypriote ayant vécu à la fin du XIVe  et au début du XVe siècle.

## Œuvre
On ne connaît guère de Léonce Machéras que sa chronique, écrite dans le dialecte chypriote médiéval. Cette chronique est une histoire de l'île de Chypre, commençant par une visite qu'y fit sainte Hélène, mère de l'empereur Constantin, mais passant ensuite directement au temps de la première croisade (1098), avec une page sur Godefroy de Bouillon, et ensuite, après une brève transition, à la création du royaume latin de Chypre en 1192. C'est de ce dernier État qu'il est surtout question, et le récit est en fait très succinct jusqu'à l'avènement du roi Pierre Ier en 1358 ; le gros du texte porte sur les règnes des rois Pierre Ier, Pierre II, Jacques Ier et Janus (1358-1432), surtout d'ailleurs sur la première partie de cette période ; ensuite le récit du règne de Jean II (1432-1458) se réduit à une brève série d'événements, ajoutée sans doute par une autre main. 
Machairas était un chrétien orthodoxe mais il s'exprimait avec respect sur le pape et sur la classe dominante catholique de Chypre, au service de laquelle il se trouvait. Il est la seule source connue pour certains événements, notamment la révolte des serfs cypriotes conduite par le « roi » Alexis sous le règne de Janus de Chypre, révolte qu'il condamne. Il réservait le mot « basileus » (le mot grec pour « souverain ») à l'empereur de Constantinople et désignait le roi de Chypre par « rêgas » (du latin rex, roi). Il assista à la bataille de Chirokitia.

## Manuscrits
Il y a des manuscrits de la Chronique à la Bodleian Library d'Oxford, à la Biblioteca Marciana de Venise et à la Biblioteca Classense de Ravenne. Le manuscrit d'Oxford est une copie prise à Paphos en juin 1555, comme l'indique un paragraphe final additionnel.

## Éditions
- La chronique fut publiée par Konstantinos Sathas dans sa "bibliothèque médiévale" à Venise en 1873.
- Les chroniques de Chypre par Francesco Amadi et Diomede Strambaldi publiées par René de Mas Latrie à Paris en 1891 étaient des traductions de la chronique de Machairas en italien.[réf. souhaitée]
- Léonce Machéras, Chronique de Chypre, texte grec et traduction française par E. Miller et C. Sathas, Publications de l'Ecole française des langues orientales vivantes (IIe série, volume III), Ernest Leroux Editeur, Paris, 1882, lire en ligne sur Gallica.
- Recital Concerning the Sweet Land of Cyprus Entitled 'Chronicle'-- The chronicle of Makhairas, texte grec et traduction anglaise par Richard M. Dawkins, Oxford, 1932.
- Chronikon Leontiou Machera (La Chronique de Léonce Machairas), texte grec médiéval, traduction en grec moderne, notes et commentaires par Andros Pavlides, 1989; 2e édition, Philokypros Publications, Nicosia, 1995.
- Edition critique et traduction française annotée du manuscrit de Venise de la Chronique de Leontios Machairas, par Isabelle Cervellin-Chevalier. Atelier National de Reproduction des Thèses (Lille, France), 2002.
- Une histoire du doux pays de Chypre : traduction du manuscrit de Venise de Leontios Machairas par Isabelle Cervellin-Chevalier. Volume publié sous la direction d'Andréas Chatzisavas. Éd. Praxandre ; Nancy : Institut d'études néo-helléniques, 2002. Collection Lapithos, 18.